# Садай, Владимир Леонтьевич
Владимир Леонтьевич Садай — чувашский писатель, прозаик, переводчик. Награждён Почетной грамотой Президиума Верховного Совета РСФСР (1976).
В Союзе писателей СССР с 1951 года.

## Биография
Владимир Садай (Владимир Леонтьевич Цырульников) родился 31 марта 1926 года в деревне Кайсарово (чуваш. Каша) Цильнинского района Ульяновской области.
По окончании средней школы встал в ряды защитников родины. После окончания Великой Отечественной войны воевал против японских войск на Дальнем Востоке. Далее проходил воинскую службу в Монголии, Китае, Корее.
По увольнении в запас 2 года работал на должности ответственного секретаря, редактора газеты «Пĕрлешӳллĕ ĕç» (Общая работа). В 1951 году переехал в Чебоксары. Трудился в редакциях журнала «Ялав» и газеты «Çамрăк коммунист», окончил учёбу в Литературном институте имени М. Горького.
Писатель ушёл в мир иной 22 июля 1991 года.

## Творчество
Из-под пера Владимира Садая вышло много рассказов, романов. Напечатано более 20 книг, десять из которых — на русском языке. За роман «Лётчики» писатель в 1955 году удостоен премии МО СССР.

### Известные работы
- «Лётчики» (1951, 1957, 1986)
- «Туссем каллех пĕрле» (Друзья снова вместе) 1962
- «Çăлтăрсем тапăра анаççĕ» 1968 (Звёзды сходят в табор)
- «Çĕр çирĕм утăм та виçĕ талăк» 1969 (Сто двадцать шагов и трое суток)
- «Çĕр тата çын» 1972 (Земля и человек)
- «Аттесемпе пĕрлех кăвакартăмăр», в 2 томах, 1976, 1981; (Поседели вместе с отцами)

На русском:
- «Лётчики» 1955
- «Звёзды над табором» 1975, обложка.